# Châu Phong Hòa
Châu Phong Hòa (Đồng Tháp, Vietnam, 14 de agosto de 1985) es un exfutbolista de Vietnam que jugaba en la posición de centrocampista.

## Carrera

### Club
| Periodo   | Club                | Apariciones | Goles |
| --------- | ------------------- | ----------- | ----- |
| 2003-2008 | Đồng Tháp FC        | 147         | 28    |
| 2009–2010 | Becamex Bình Dương  | 15          | 0     |
| 2010–2015 | Vissai Ninh Bình FC | 134         | 20    |

### Selección nacional
Jugó para Vietnam en dos ocasiones en 2007 y participó en la Copa Asiática 2007.

## Logros
- Copa de Vietnam (1): 2013
- Supercopa de Vietnam (1): 2013
- V.League 2 (1): 2006